# Purpurblütiger Felberich
Der Purpurblütige Felberich (Lysimachia atropurpurea) ist eine Pflanzenart aus der Gattung Gilbweiderich (Lysimachia).

## Merkmale
Der Purpurblütige Felberich ist eine ausdauernde, krautige Pflanze, die Wuchshöhen von 20 bis 65 cm erreicht. Die Laubblätter sind wechselstängig und messen 5 bis 10 × 0,6 bis 1,5 Zentimeter. Die oberen sind lanzettlich, die unteren spatelförmig. Der Blütenstand ist eine endständige Traube. Die Blüten sind sechszählig. Die Krone ist purpurn.
Die Blütezeit reicht von Mai bis Oktober.

## Vorkommen
Der Purpurblütige Felberich kommt auf dem Balkan und in der Türkei an feuchten, sandigen Standorten vor.

## Nutzung
Der Purpurblütige Felberich wird selten als Zierpflanze für Staudenbeete genutzt.

## Belege
- Eckehart J. Jäger, Friedrich Ebel, Peter Hanelt, Gerd K. Müller (Hrsg.): Rothmaler Exkursionsflora von Deutschland. Band 5: Krautige Zier- und Nutzpflanzen. Spektrum Akademischer Verlag, Berlin Heidelberg 2008, ISBN 978-3-8274-0918-8.